# Helga's intrede
Helga's intrede, ook wel Helga's entree, is een steendruk van de Nederlandse kunstschilder en graficus Richard Roland Holst uit 1894, gebaseerd op een IJslandse sage. Afdrukken bevinden zich onder andere in de collecties van het Rijksmuseum Amsterdam en het Gemeentemuseum Den Haag. De litho werd voor het eerst geëxposeerd in Utrecht, in december 1895, op een tentoonstelling van vereniging "Voor de Kunst".

## Context
In de jaren 1880 en 1890 ontstond er een toenemend contact tussen de Nederlandse en Engelse kunstwereld. Tal van kunstbladen en reproducties vonden vanuit Engeland hun weg naar Holland. Diverse Nederlandse kunstenaars verbleven korte of langere tijd in Londen, waaronder Matthijs Maris, Willem Witsen, Eduard Karsen, Jan Toorop en ook Adriaan Roland Holst. De meeste van deze kunstenaars toonden sterke belangstelling voor de symbolistische beweging van de prerafaëlieten. Van Roland Holst is bijvoorbeeld bekend dat hij reproducties bezat van William Holman Hunt en een bundel van Alfred Tennyson, die door de prerafaëlieten werd bewonderd. Ook bewonderde hij het werk van Dante Gabriel Rossetti, wiens invloed duidelijk te zien is in de steendruk Helga's intrede.

## Thema
Helga's intrede is gebaseerd op een IJslandse sage, in 1875 in het Engels vertaald werd door de prerafaëlitische decoratieve kunstenaar William Morris, die door Roland Holst werd bewonderd. Het sprookje was getiteld the Story of Gunnlaug Worm-tongue en Raven the Skald. Het handelt over een beeldschoon meisje genaamd Helga, dochter van Thorstein, die zo mooi was dat "wijze mannen zeiden dat ze de meest bekoorlijke vrouw van IJsland was, vroeger en later; haar haar was zo weelderig en lang dat het haar volledig kon bedekken, en het was blond als een baan van goud; geen keuze kon verleidelijker zijn dan voor Helga de bevallige, in Burgfirth en verder, en waar dan ook". Helga werd de inzet in de strijd tussen Gunnlaug Slangentong en Raven de Skald, die beide om haar dongen. Het verhaal eindigt ermee dat beide minnaars de dood vinden.
Holst beeldt geen specifieke episode uit de sage af, maar visualiseert vooral Helga's bevalligheid, uiteindelijk een verderfelijke schoonheid, door Gunnlaug in een gezang als volgt getypeerd:
Om vete onder mannen te wekken
is de vrouw door het lot bestemd;
de strijd heb ik zelf bezworen,
strevend naar haar bezit:
zij werd met een ander verbonden,
ach, weinig baat het mij nu
mijn zwarte ogen te richten
op haar zwanenblank gelaat.
De themakeuze van Roland Holst was karakteristiek voor het fin-de-siècle. Op het continent en zeker in Nederland was er een grote belangstelling voor de Arthurlegenden, het Nibelungenlied en de Oud-Noorse mythologie. Deze belangstelling was mede ontstaan door het succes van de muziekdrama's van Wagner, gebaseerd op deze mythologie.

## Afbeelding
Roland Holst beeldt zijn Helga af als een "femme fragile", beeldschoon, sensueel en melancholisch, duidelijk geïnspireerd door de vrouwenfiguren van Rossetti. Het fijn uitgelijnde meisjesgelaat verschijnt (haar "intrede") als het hoofd van een toverfee. Ze heeft een prachtige blonde haardos, van achter bedekt met een dunne kanten sluier. Aan haar gracieuze hals heeft ze een ketting van drie snoeren. Van de halsuitsnijding van haar japon is nog net een klein stukje zichtbaar. Met een enigszins weemoedige blik kijkt ze voor zich uit, dromerig, met nauwelijks oog voor het zware geboomte of de vijver met zwanen. De witte zwanen en de lenteachtige omgeving duiden op Helga's reinheid. De zwanen refereren bovendien aan de sage waarin gesproken wordt van Helga's zwanenblank gelaat. Een vlucht vogels vliegt laag voorlangs een brede, wijdvertakte boom met laag afhangend gebladerte, hetgeen kan wijzen op naderend onheil.
De weergave van de natuurlijke elementen lijkt gedetailleerd en in eerste instantie gebaseerd op een getrouwe waarneming. Nauwkeurig kijken leert echter dat de boomstam en bladeren sterk vereenvoudigd en repetitief getekend zijn, in rechte dunne strepen, illustratief voor Roland Holsts voorliefde voor een vlak-decoratieve weergave. Het verraadt de invloed van William Morris, maar ook die van Toorop, in het bijzonder in de gestileerde stammen die aan de andere kant van de vijver, in een lichtere nuance dan de forse boom op de voorgrond, verticaal omhoog rijzen. Het lineaire aspect komt echter het meest tot uitdrukking in het fijne gezicht van het meisje. Met haar ovale gezichtsvorm, de even vooruitstekende kin, de dun gepenseelde wenkbrauwen en blonde haren, kan ze zo uit een schilderij van Botticelli zijn weggelopen. Schrijfster Henriette Roland Holst, vrouw van de kunstenaar, noemde het later "een kunstwerk van verstilde dromerige poëzie, die in de Hollandse kunst van vóór Matthijs Maris zeldzaam was".

## Signering
Opvallend in de steendruk van Helga is ook het monogram van Roland Holst, in de linker benedenhoek, waarmee andermaal de invloed van Rossetti zichtbaar wordt. De initialen van Roland Holst worden sierlijk en harmonisch in een cirkel besloten, net zoals ook Rossetti de beginletters van zijn voor- en achternaam met een ronde kring placht omsloot.